# Cechi in Bosnia ed Erzegovina
I cechi sono una minoranza nazionale in Bosnia ed Erzegovina. Il più recente censimento della popolazione della Bosnia ed Erzegovina ha registrato 279 residenti di etnia ceca.

## Storia

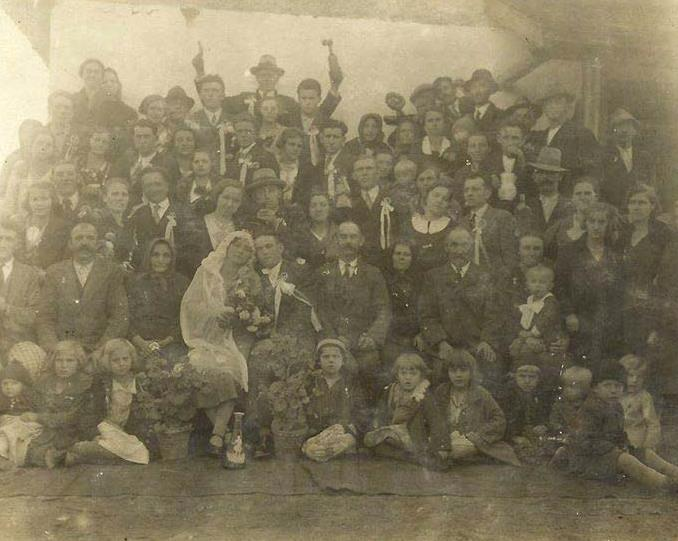
Partecipanti a una festa di matrimonio della comunità ceca di Nova Vesa (Srbac) nel 1934

I cechi furono tra i primi stranieri ad arrivare dopo l'occupazione austro-ungarica della Bosnia-Erzegovina nel 1878. Al fine di adattare la Bosnia ed Erzegovina alla società moderna, l'amministrazione austro-ungarica invitò pubblicamente tutte le persone istruite interessate a venire a vivere nel paese e ne inviò alcune con specifici incarichi tecnici o amministrativi. Il governo offrì terre gratuite e opportunità di lavoro agli esperti che risposero alla chiamata pubblica. Persone di varie nazioni dell'Impero risposero, compresi alcuni cechi.
I cechi insediatisi diedero un grande contributo alla società della Bosnia ed Erzegovina, soprattutto in termini di sviluppo economico, urbano e culturale, anche organizzando e aprendo numerose strutture industriali e minerarie. Ebbero grandi meriti anche nello sviluppo delle infrastrutture stradali e ferroviarie e nell'avvio delle telecomunicazioni. Numerosi esperti, tecnici e intellettuali cechi, tra cui impiegati, giudici, funzionari amministrativi, artigiani di tutte le professioni, banchieri, ristoratori, medici, farmacisti, insegnanti, geometri e musicisti, hanno contribuito allo sviluppo della Bosnia ed Erzegovina.
I cechi si stabilirono in diverse località della Bosnia ed Erzegovina. Quelli impiegati in ambito amministrativo o industriale vivevano prevalentemente a Banja Luka, dove nel 1895 un abitante su cinque era ceco; altre municipalità con una numerosa comunità ceca erano  Sarajevo, Bosanski Brod, Derventa, Mostar, Usora, Tuzla e Zenica. Gli insediamenti agricoli principali erano a Mačino Brdo vicino a Prnjavor, Nova Vesa, Nova Topola e Vranduk. Una colonia agricolo-mineraria-amministrativa si trovava a Prijedor. In soli due anni, più di 7 000 cechi, per lo più cattolici, immigrarono in Bosnia ed Erzegovina, stanziandosi soprattutto a Sarajevo e Banja Luka. In particolare i cechi che giunsero a Sarajevo erano originari della Boemia, della Moravia e della Slesia. Fino alla seconda guerra mondiale circa seimila cechi vivevano in Bosnia ed Erzegovina.
Un drastico calo del numero dei cechi si verificò dopo la Risoluzione dell'Informbiro: i cechi furono infatti costretti a lasciare la Bosnia ed Erzegovina, la loro terra venne confiscata e le loro società furono chiuse. Il loro numero si ridusse a 1 987. Contrarre matrimoni misti con altri abitanti della Bosnia ed Erzegovina contribuiva a una maggiore assimilazione e la vicinanza religiosa e culturale con i croati cattolici ha contribuito alla loro croatizzazione. Secondo il censimento del 1991 solo 639 cechi erano rimasti in Bosnia ed Erzegovina. Fino a prima della guerra, la messa veniva celebrata in ceco in una chiesa di Prijedor, che però fu demolita all'inizio del 1992.

## Situazione attuale
Oggi alcuni cechi vivono a Sarajevo, Banja Luka, Prijedor, Zenica e Prnjavor. La maggior parte dei residenti si trova a Mačino Brdo vicino a Prnjavor e a Nova Vesa vicino a Srbac.
I cechi fondarono le sezioni della propria società culturale e artistica Češka beseda in tutta la Bosnia ed Erzegovina; oggi esistono solo a Sarajevo e Banja Luka. Grazie ai legami religiosi e culturali con i croati, un libro sui cechi a Sarajevo è stato pubblicato da Matica hrvatska nel 2015.